# Bairoil, Wyoming
Bairoil är en småstad (town) i Sweetwater County i den amerikanska delstaten Wyoming. Staden hade 106 invånare vid 2010 års folkräkning.

## Historia
Orten grundades av den tidigare fårfarmaren Charles M. Bair omkring år 1916. Han var den förste som borrade efter olja i området och grundade Bair Oil Company som givit staden sitt namn. Postkontoret öppnades 1924 och orten fick kommunalt självstyre 1980.
Kevin Cristopherson utgick från staden då han satte ett världsrekord i hängflygning 1989, då han gled 462 km (287 miles) på en uppström från Bairoil till North Dakota.

## Kommunikationer
Staden ligger vid Wyoming Highway 73, omkring 8 kilometer (5 miles) väster om avtagsvägen från U.S. Route 287 vid Lamont, Wyoming.